# Buttenwiesen
Buttenwiesen è un comune tedesco di 5 809 abitanti, situato nel land della Baviera.